# زو شورين
زو شورين (مواليد 15 مارس 1905 - 2 يونيو 1942) (بالصينية: 左叔仁) ولد في ليلينغ، خونان، كان جنرالا في الجيش الأحمر خلال الثورة الصينية والحرب ضد اليابان، وكبير ضباط الأركان في جيش الطريق الثامن. توفي خلال معركة سنة 1942.

## مسيرته
ولد زو شورين في 15 مارس 1905 في ليلينغ، بمقاطعة خونان. انضم إلى الحزب الشيوعي الصيني. ذهب إلى موسكو، حيث درس في جامعة سون يات سين ثم الأكاديمية العسكرية السوفيتية، وتخرج في عام 1930.
وبعد التخرج عاد شورين مع ليو بوشنغ إلى شانغهاي الصينية وتم إرساله للعمل في مقاطعة جيانغشي. هناك، أصبح شورين مدربا، ثم قائد الفرع الأول من الجيش الأحمر. وفي وقت لاحق أصبح قائد الجيش ال 12 الجديد. في عام 1933، تم تعيين شورين رئيس أركان مجموعة الجيش، وشارك في المسيرة الطويلة.
توفي في 2 يونيو 1942 بعد إصابته بجروح قاتلة عندما انفجرت قذيفة يابانية. بعد وفاته، سمى الحزب الشيوعي الصيني مقاطعة زوشورين باسمه في إقليم شانشي.